# デジモンエンディングベストエイマー
『デジモンエンディングベストエイマー』は、テレビアニメ、デジモンシリーズのエンディング・テーマを集めたコンピレーション・アルバム。

## 収録曲
1. keep on (4:58) - 歌:AiM
作詞:NK、作曲:木根尚登、編曲:木根尚登・湯浅公一
「デジモンアドベンチャー」エンディング・テーマ(27 - 54話)。
2. One Star (3:59) - 歌:伊藤陽佑
作詞:榊原智子、作曲:POM、編曲:大野宏明
「デジモンセイバーズ」エンディング・テーマ(1話 - 24話)。
3. Days -愛情と日常- (4:56) - 歌:AiM
作詞:うらん、作曲:大久保薫・うらん、編曲:大久保薫
「デジモンテイマーズ」エンディング・テーマ(24 - 51話)。
4. いつも いつでも (4:28) - 歌:AiM
作詞:松木悠、作曲:白川明、編曲:太田美知彦
「デジモンアドベンチャー02」エンディング・テーマ(26 - 50話)。
5. イノセント〜無邪気なままで〜 (4:25) - 歌:和田光司
作詞:松木悠、作曲:千綿偉功、編曲:渡部チェル
「デジモンフロンティア」エンディング・テーマ(1話 - 26話)。
6. アシタハアタシノカゼガフク (4:11) - 歌:AiM
作詞:三浦徳子、作曲:MIZUKI、編曲:渡部チェル
「デジモンアドベンチャー02」エンディング・テーマ(1 - 25話)。
7. My Tomorrow (4:29) - 歌:AiM
作詞:松木悠、作曲・編曲:大久保薫
「デジモンテイマーズ」エンディング・テーマ(1 - 23話)。
8. 流星 (3:39) - 歌:MiyuMiyu
作詞・作曲:yukiko、編曲:三宅一徳
「デジモンセイバーズ」エンディング・テーマ(25話 - 47話)。
9. an Endless tale (3:43) - 歌:和田光司 & AiM
作詞:山田ひろし、作曲・編曲:太田美知彦
「デジモンフロンティア」エンディング・テーマ(27 - 50話)。
10. I wish (4:06) - 歌:AiM
作詞:三浦徳子、作曲:白川善久、編曲:堀井勝美
「デジモンアドベンチャー」エンディング・テーマ(1 - 26話)。
11. 僕らのデジタルワールド〜AiMソロバージョン〜 (5:38) - 歌:AiM
作詞:松木悠、作曲・編曲:太田美知彦